# Grand Prix automobile de France 1985
Résultats du Grand Prix automobile de France de Formule 1 1985 qui a eu lieu sur le circuit Paul Ricard le 7 juillet.

## Classement
| Pos. | No | Pilote             | Écurie                 | Tours | Temps/Abandon                      | Grille | Points |
| ---- | -- | ------------------ | ---------------------- | ----- | ---------------------------------- | ------ | ------ |
| 1    | 7  | Nelson Piquet      | Brabham-BMW            | 53    | 1 h 31 min 46 s 266 (201,325 km/h) | 5      | 9      |
| 2    | 6  | Keke Rosberg       | Williams-Honda         | 53    | + 6 s 660                          | 1      | 6      |
| 3    | 2  | Alain Prost        | McLaren-TAG            | 53    | + 9 s 285                          | 4      | 4      |
| 4    | 28 | Stefan Johansson   | Ferrari                | 53    | + 53 s 491                         | 15     | 3      |
| 5    | 11 | Elio De Angelis    | Lotus-Renault          | 53    | + 53 s 690                         | 7      | 2      |
| 6    | 15 | Patrick Tambay     | Renault                | 53    | + 1 min 15 s 167                   | 9      | 1      |
| 7    | 16 | Derek Warwick      | Renault                | 53    | + 1 min 44 s 212                   | 10     |        |
| 8    | 8  | Marc Surer         | Brabham-BMW            | 52    | + 1 tour                           | 13     |        |
| 9    | 18 | Thierry Boutsen    | Arrows-BMW             | 52    | + 1 tour                           | 11     |        |
| 10   | 23 | Eddie Cheever      | Alfa Romeo             | 52    | + 1 tour                           | 17     |        |
| 11   | 22 | Riccardo Patrese   | Alfa Romeo             | 52    | + 1 tour                           | 16     |        |
| 12   | 9  | Manfred Winkelhock | RAM-Hart               | 50    | + 3 tours                          | 19     |        |
| 13   | 4  | Stefan Bellof      | Tyrrell-Ford           | 50    | + 3 tours                          | 25     |        |
| 14   | 19 | Teo Fabi           | Toleman-Hart           | 49    | Panne d'essence                    | 18     |        |
| 15   | 24 | Piercarlo Ghinzani | Osella-Alfa Romeo      | 49    | + 4 tours                          | 23     |        |
| Abd. | 4  | Martin Brundle     | Tyrrell-Ford           | 32    | Boîte de vitesses                  | 20     |        |
| Abd. | 1  | Niki Lauda         | McLaren-TAG            | 30    | Boîte de vitesses                  | 6      |        |
| Abd. | 12 | Ayrton Senna       | Lotus-Renault          | 26    | Accident                           | 2      |        |
| Abd. | 17 | Gerhard Berger     | Arrows-BMW             | 20    | Collision                          | 8      |        |
| Abd. | 29 | Pierluigi Martini  | Minardi-Motori Moderni | 19    | Collision                          | 24     |        |
| Abd. | 10 | Philippe Alliot    | RAM-Hart               | 8     | Pression d'essence                 | 22     |        |
| Abd. | 30 | Jonathan Palmer    | Zakspeed               | 6     | Moteur                             | 21     |        |
| Abd. | 27 | Michele Alboreto   | Ferrari                | 5     | Moteur                             | 3      |        |
| Abd. | 25 | Andrea De Cesaris  | Ligier-Renault         | 4     | Direction                          | 12     |        |
| Abd. | 26 | Jacques Laffite    | Ligier-Renault         | 2     | Turbo                              | 14     |        |
| Np.  | 5  | Nigel Mansell      | Williams-Honda         |       | Accident aux essais                | (8)    |        |

## Pole position et record du tour
- Pole position : Keke Rosberg en 1 min 32 s 462 (vitesse moyenne : 226,212 km/h).
- Meilleur tour en course : Keke Rosberg en 1 min 39 s 914 au 46e tour (vitesse moyenne : 209,340 km/h).

## Tours en tête
- Keke Rosberg : 10 (1-10)
- Nelson Piquet : 43 (11-53)

## À noter
- 13e victoire pour Nelson Piquet.
- 35e et dernière victoire pour Brabham en tant que constructeur.
- 120e podium pour Brabham en tant que constructeur.
- 8e victoire pour BMW en tant que motoriste.
- 1er meilleur tour pour Keke Rosberg.